# برنجيه
البرنجيه (بالإنجليزية: Barangay)‏ هي أصغر وحدة إدارية في التقسيم الإداري للفلبين ويمكن ترجمة هذا المصطلح عن اللغة الفلبينية بكلمة قرية أو محلّه. وقد يتم تقسيم البرنجيه إلى وحدات أصغر تسمى بوروكه (بالإنجليزية: Purok)‏، وهي ما يقابل مصطلح حارة باللغة العربية.

## أعلام
- كوماندر لوايواي